# Wainuioru (rivière)
La rivière Wainuioru  (anglais : Wainuioru River ) est un cours d’eau de la région de Wellington dans l’Île du Nord de la Nouvelle-Zélande .

## Géographie
C’est un affluent majeur de la rivière  Pahaoa, qu’elle suit en sinuant dans une direction généralement vers le sud à partir de son origine  à 25 kilomètres à l’est de  Masterton, atteignant la rivière Pahaoa à 20 km au sud-est de Martinborough.